# سفن (مغني)
سيفن اسمه الحقيقي تشوي دونغ ووك (هانغل: 최동욱) (من مواليد 9 نوفمبر 1984) اسمه الحقيقي تشوي دونج ووك (Choi Dong-wook) هو مغن كوري جنوبي بدأ مسيرته الفنية عام 2003. وهو أيضا راقص وممثل.

## المسيرة الفنية
بدأ التدريب في شركة واي جي إنترتينمنت عندما كان في الخامسة عشرة من عمره. بعد أربع سنوات من التدريب في الصوت والرقص، ظهر لأول مرة في عام 2003 بأغنية «عد لي» (Come Back To Me). في وقت لاحق من ذلك العام، حصل على جائزة أفضل وافد جديد من إمنت (MNET).

## أعمال
ألبومات
- 2003: Just Listen
- 2004: Must Listen
- 2006: 24/SE7EN
- 2006: Must Listen
- 2006: First Se7en
- 2006: Se7olution
- 2010: Digital Bounce
- 2012: 2nd Mini album
- 2012: When I Can't Sing

## جولات
- 'FIRST SE7EN' JAPAN YOYOGI CONCERT (2006)
- 747 LIVE CONCERT (2007)
- 'Are U ready?' JAPAN TOUR CONCERT (2007)
- SE7EN 10TH ANNIVERSARY TALK CONCERT – 'THANK U' (2013)

## عروض سينمائية

### التلفاز
| السنة | العنوان     | الدور                 |
| ----- | ----------- | --------------------- |
| 2007  | قونق أس     | كانغ هوو / لي هوو     |
| 2010  | رنينق مان   | ضيف في الحلقة السادسة |
| 2010  | سعداء سويا  | ضيف                   |
| 2010  | القلب القوي | ضيف                   |
| 2012  | القلب القوي | ضيف                   |

## وصلات خارجية
- سيفن على موقع ميوزك برينز (الإنجليزية)
- سيفن على موقع ديسكوغز (الإنجليزية)
- سيفن على موقع قاعدة بيانات الفيلم (الإنجليزية)

- الموقع الإلكتروني